# 마리아 루도비카 베아트릭스 폰 외스터라이히에스테
외스터라이히에스테의 마리아 루도비카 베아트릭스(독일어: Maria Ludovika Beatrix von Österreich-Este, 1787년 12월 14일 ~ 1816년 4월 7일)는 브라이스가우 공작 페르디난트와 마리아 베아트리츠 데스테 사이에서 모데나 공녀로 태어났다. 프란츠1세의 세 번째 아내로서, 오스트리아 제국의 두 번째 황후였다. 합스부르크로트링겐 왕가에서 갈라져나온 외스터라이히에스테 가의 일원이었으며, 오스트리아의 마리아 테레지아의 손녀다. 헝가리에 있는 루도비카 밀리터리 아카데미는 마리아 루도비카 베아트릭스의 이름을 딴 것이다.

## 생애
그녀가 10살이 되던 해, 그녀와 그녀의 가족들이 생활하던 북부 이탈리아는 나폴레옹에게 점령당해, 그 곳에서 빠져나와 오스트리아에서 생활하게 되었고, 나폴레옹에게 별로 좋지않은 감정을 가지게 된다. 이후 1808년 1월 6일 사촌 관계였던 오스트리아의 프란츠 1세와 결혼한다. 그녀는 전 황후였던 나폴리와 시칠리아의 마리아 테레지아의 장녀 마리아 루이제 여대공과 나폴레옹의 결혼을 반대하지만, 이는 클레멘스 폰 메테르니히에 의해서 좌절되고 둘은 결혼하게 된다. 그녀는 북부 이탈리아로 여행을 떠나는데, 그 곳에서 결핵이 악화되어 28살의 나이로 사망한다.